# Sociedad Deportiva Eibar "C"
Sociedad Deportiva Eibar "C" es un club de fútbol español de Éibar, Guipúzcoa, en la comunidad autónoma del País Vasco. Fundado en 2014, es el segundo equipo filial de la S. D. Eibar, y juega en la Tercera RFEF, jugando sus partidos como local en el Complejo Deportivo Unbe.

## Historia
Fundado en 2014 como Urkomendi 14 Futbol Kirol (el Urko es un monte situado sobre la ciudad de Éibar). Fue creado como alternativa para jóvenes jugadores que no tuvieron cabida en la S. D. Eibar. En junio de 2016, el club, que jugaba en la Regional Preferente de Guipúzcoa, se unió a la estructura de Eibar, y se convirtieron en su segundo equipo filial, por detrás del C. D. Vitoria; y también cambiaron su nombre a S. D. Eibar Urko.
El Eibar Urko logró su primer ascenso a División de Honor Regional de Guipúzcoa en 2018, y consiguió un nuevo ascenso a la Tercera División como campeones de Guipúzcoa en 2019. Sin embargo, el descenso del Vitoria desde la Segunda División B lo impidió. Esto también significó que el Urko no podía ascender al final de la temporada 2019-20 tampoco a menos que el Vitoria lograra el mismo objetivo, pero fueron eliminados del playoff de ascenso a la Tercera División.
El resultado en 2020-21 fue similar: el Urko se les permitió participar en sus playoffs de promoción, aunque no había posibilidad de subir ya que el Vitoria no se clasificó al suyo. Se repitió dos años después. Por fin se consiguió el objetivo en la temporada 2023-24, el Vitoria ganó su grupo de Tercera Federación y el Eibar Urko fue campeón de Guipúzcoa nuevamente, ascendiendo ambos equipos.
Ese mismo verano, la S. D. Eibar y el C. D. Vitoria decidieron poner fin al acuerdo de filialidad que mantenían desde 2015. De esta manera, el club que consiguió el ascenso a la Segunda Federación pasó a integrarse a la estructura del Eibar y cambió su denominación a S. D. Eibar "B", mientras que el Eibar Urko pasó a denominarse S. D. Eibar "C" a partir de la esa misma temporada.

## Temporada a temporada
| Temporada | Nivel | División  | Posición |
| --------- | ----- | --------- | -------- |
| 2014–15   | 7     | 1.ª Reg.  | 1.º      |
| 2015–16   | 6     | Pref.     | 9.º      |
| 2016–17   | 6     | Pref.     | 5.º      |
| 2017–18   | 6     | Pref.     | 1.º      |
| 2018–19   | 5     | Div. Hon. | 1.º      |
| 2019–20   | 5     | Div. Hon. | 2.º      |
| 2020–21   | 5     | Div. Hon. | 1.º      |
| 2021–22   | 6     | Div. Hon. | 2.º      |
| 2022–23   | 6     | Div. Hon. | 1.º      |
| 2023–24   | 6     | Div. Hon. | 1.º      |
| 2024–25   | 5     | 3.ª Fed.  | 9º       |
| 2025-26   | 5     | 3.ª Fed.  |          |

- 2 temporadas en Tercera Federación